# Młotowate
Młotowate (Sphyrnidae) – rodzina ryb chrzęstnoszkieletowych zaliczana do rzędu żarłaczokształtnych (Carcharhiniformes). Większe osobniki trzech gatunków – głowomłot tropikalny (Sphyrna lewini), głowomłot olbrzymi (Sphyrna mokarran) i głowomłot pospolity (Sphyrna zygaena) mogą być niebezpieczne. Do 2013 roku odnotowano około 35 przypadków ataków na ludzi (zaledwie raz ze skutkiem śmiertelnym), w większości sprowokowanych. Za większość ataków odpowiadał głowomłot pospolity.

## Występowanie
Gatunki morskie, sporadycznie spotykane w wodach słonawych. Występują w strefie klimatu tropikalnego i umiarkowanego, głównie nad szelfem.

## Cechy charakterystyczne
Ciało wydłużone. Chrzęstna czaszka z bocznymi wypustkami, na których powstają narośla, głowa kształtem przypomina młot, a u Eusphyra blochii przypomina skrzydło. Oczy osadzone na zewnętrznych krańcach narośli. Tryskawki nie występują. Dobrze rozwinięte elektroreceptory, tzw. ampułki Lorenziniego. Szeroki otwór gębowy. Żyworodne. Głowomłot olbrzymi dorasta do 6,1 m długości.

## Klasyfikacja
Rodzaje zaliczane do tej rodziny:
- Eusphyra Gill, 1862
- Sphyrna Rafinesque, 1810